# یواس‌اس نیفون (۱۸۶۳)
یواس‌اس نیفون (۱۸۶۳) (به انگلیسی: USS Niphon (1863)) یک کشتی بود که طول آن ۱۵۳ فوت ۲ اینچ (۴۶٫۶۹ متر) بود. این کشتی در سال ۱۸۶۳ ساخته شد.